# 중위소득
중위소득은 모든 가구를 소득 순으로 순위를 매겼을 때, 가운데를 차지한 가구의 소득을 의미한다. 대체적으로 중산층 가구 비중을 고려할 때는 경제협력개발기구(OECD)의 기준을 따르는 사례가 많다. 이에 따르면 중위소득의 50% 미만을 빈곤층, 50~150%를 중산층, 150% 초과를 상류층으로 본다.
공공부조의 경우, 급여의 선정기준을 '중위소득'과 연동할 경우 상대적 빈곤 관점을 반영해서 보장수준을 설정하게 되어 국민생활수준 향상과 함께 더 많은 인원이 지원대상이 되고, 급여수준도 인상된다. 이는 일반적으로 중위소득이 현행 최저생계비(절대적 빈곤 관점)보다 빠르게 인상되기 때문이다.